# Blavinhac
Blavinhac (en francès Blavignac) és un municipi francès situat al departament del Losera i a la regió d'Occitània.